# 青年公園 (安卡拉)

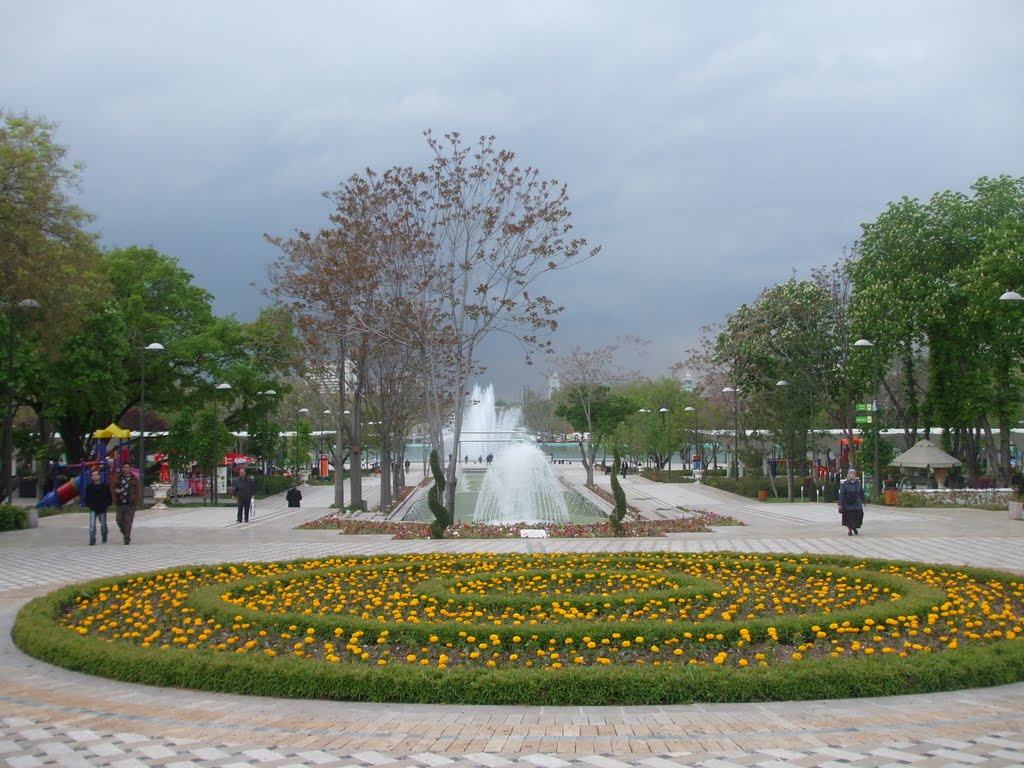

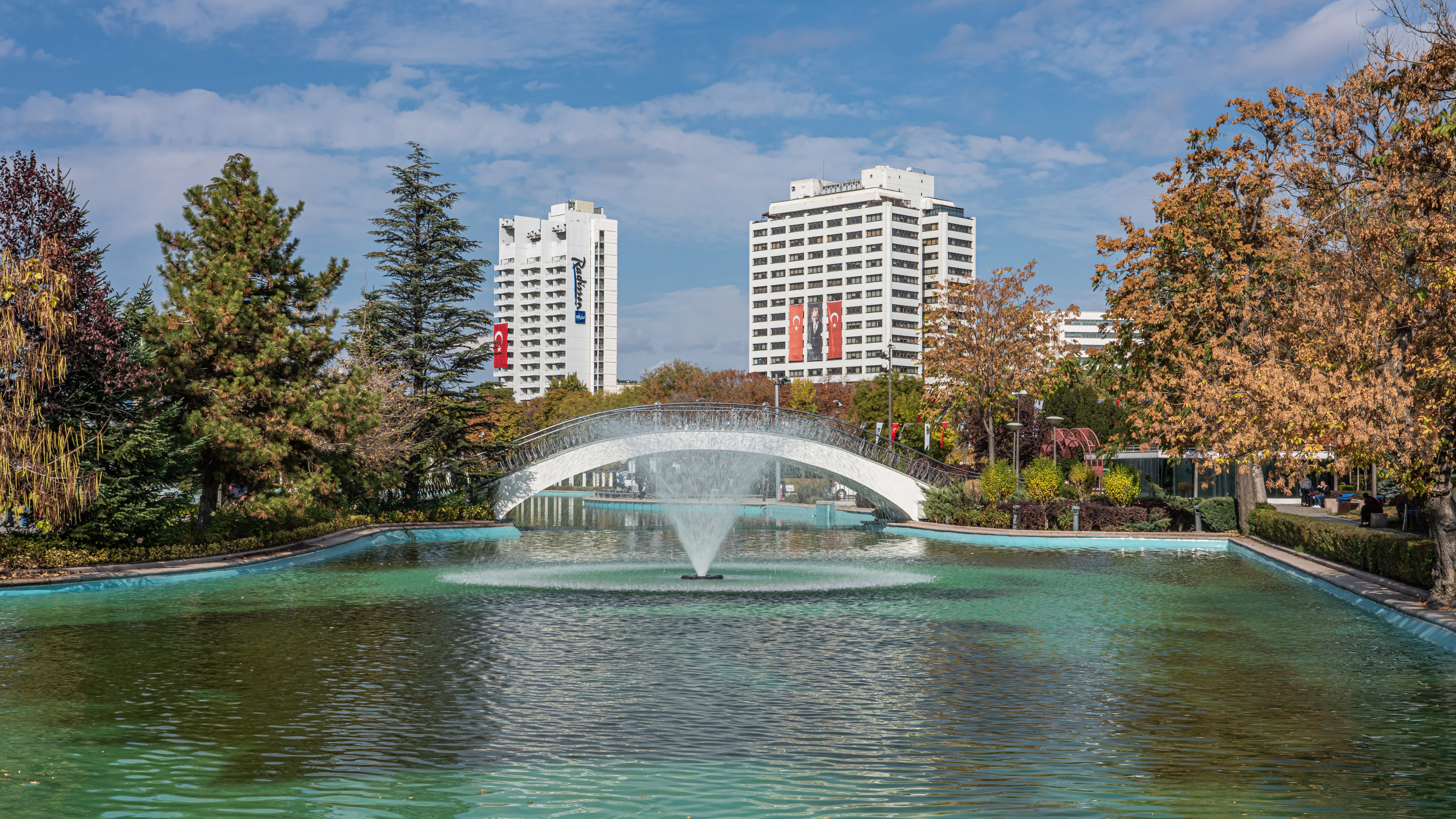

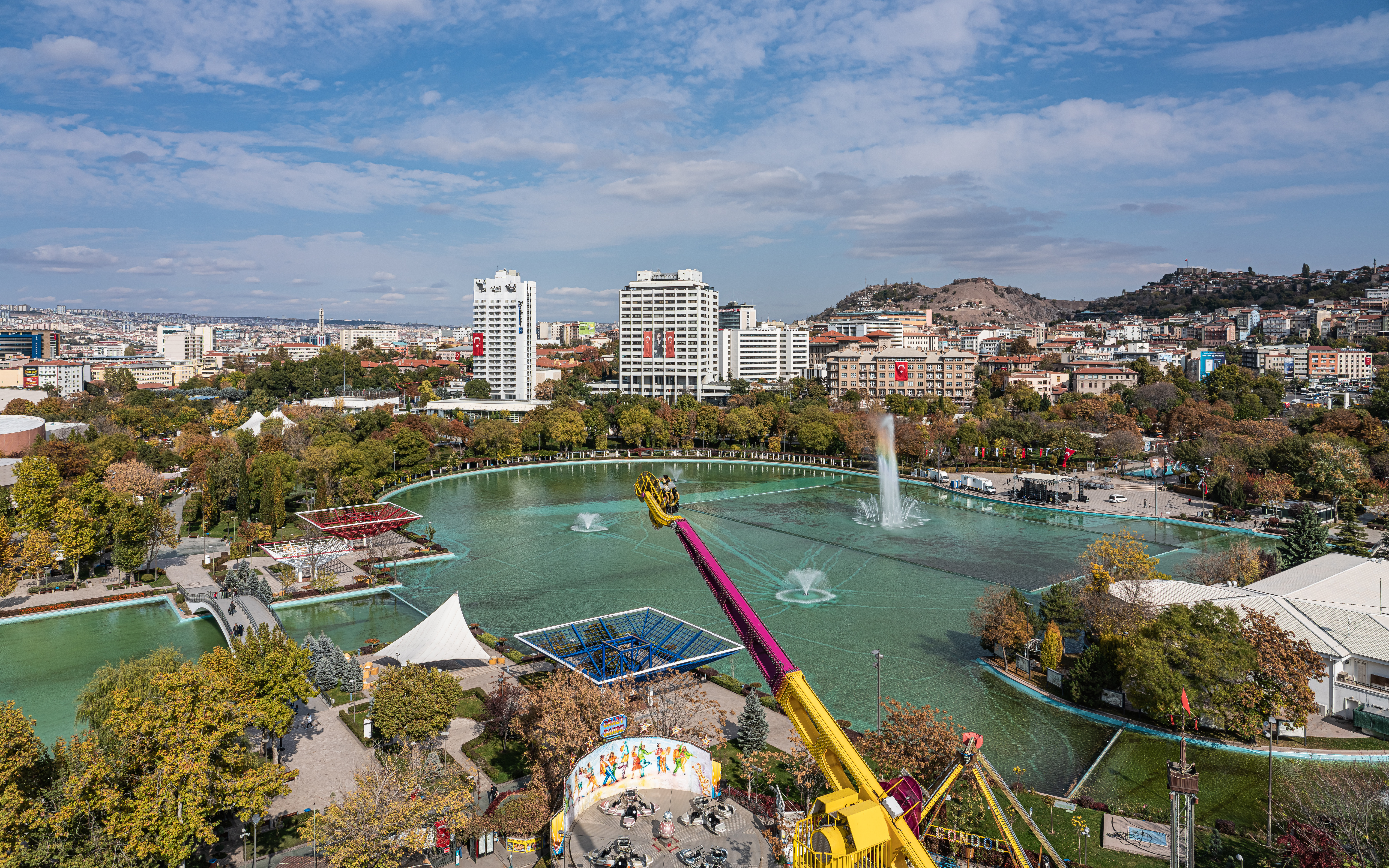

青年公園（Gençlik Parkı，字面意思為青年公園）是土耳其安卡拉的一個公園。在土耳其共和国成立初期，公园所在的地方是一片沼泽地。公园于1943年5月19日国庆节建成并对外开放。1957年，公园区内擺放了两辆微型火车。